# Beaumetz-lès-Loges
Pour les articles homonymes, voir Beaumetz (homonymie).
Beaumetz-lès-Loges [bome lɛ lɔʒ] est une commune française située dans le département du Pas-de-Calais en région Hauts-de-France. Ses habitants sont appelés les Beaumésiens. La commune est membre de la communauté urbaine d'Arras.

## Géographie

### Localisation
Localisée dans le sud-est du département du Pas-de-Calais, Beaumetz-lès-Loges est une commune du pays d'Artois située, à vol d'oiseau, à 10 km au sud-ouest de la commune d’Arras (chef-lieu d'arrondissement et préfecture du Pas-de-Calais).
Le territoire de la commune est limitrophe de ceux de cinq communes.
Les communes limitrophes sont Berneville, Monchiet, Rivière, Simencourt, Wailly et Basseux.

### Géologie et relief
La superficie de la commune est de 4,98 km2 ; son altitude varie de 94  à   142 mètres.

### Hydrographie
Le territoire de la commune est situé dans le bassin Artois-Picardie. Elle n'est drainée par aucun cours d'eau,.

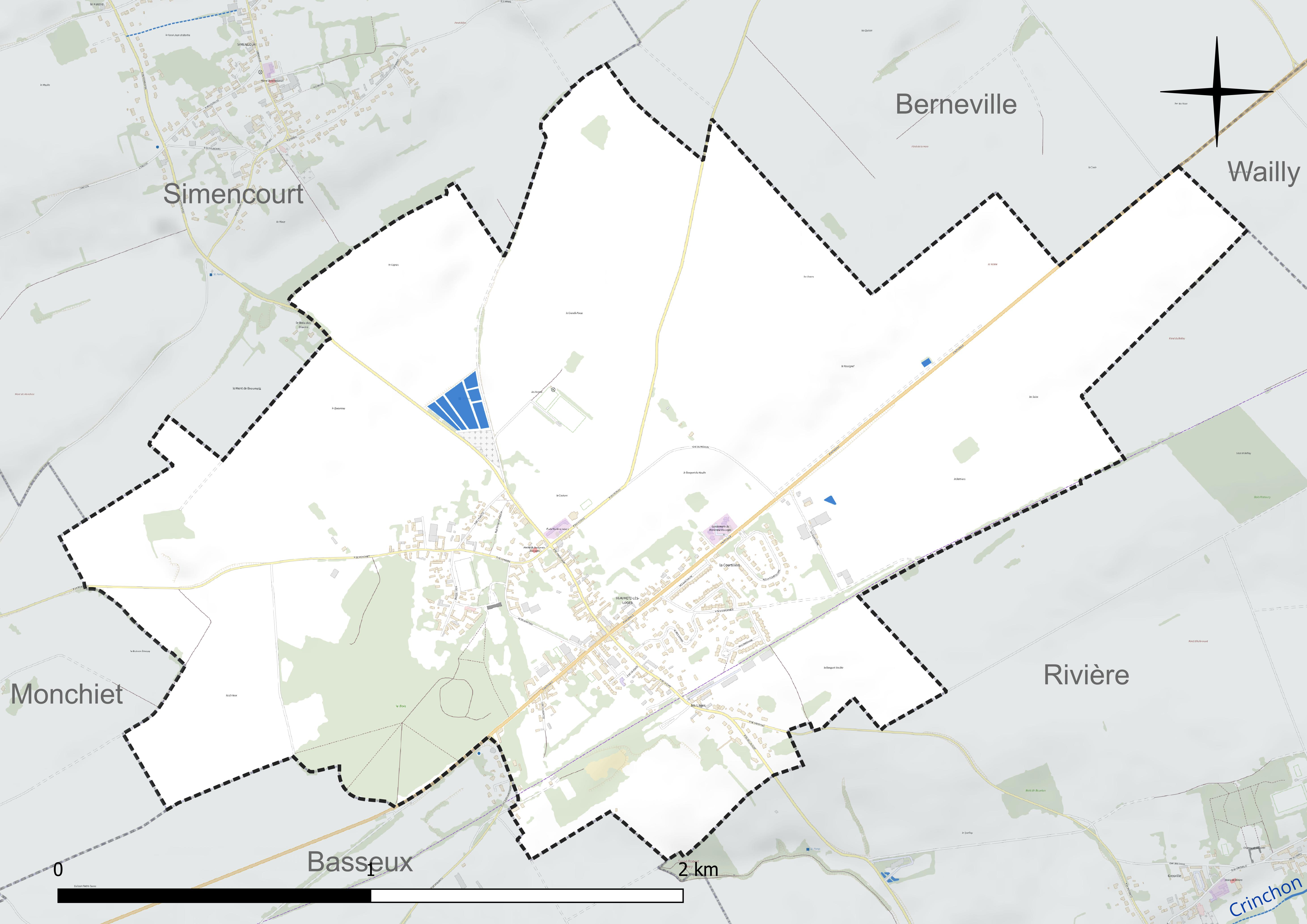
Réseau hydrographique de Beaumetz-lès-Loges.

### Climat
Pour des articles plus généraux, voir Climat des Hauts-de-France et Climat du Pas-de-Calais.
En 2010, le climat de la commune est de type climat océanique dégradé des plaines du Centre et du Nord, selon une étude du CNRS s'appuyant sur une série de données couvrant la période 1971-2000. En 2020, Météo-France publie une typologie des climats de la France métropolitaine dans laquelle la commune est exposée à un climat océanique et est dans la région climatique Nord-est du bassin Parisien, caractérisée par un ensoleillement médiocre, une pluviométrie moyenne régulièrement répartie au cours de l'année et un hiver froid (3 °C).
Pour la période 1971-2000, la température annuelle moyenne est de 10 °C, avec une amplitude thermique annuelle de 14,2 °C. Le cumul annuel moyen de précipitations est de 805 mm, avec 12 jours de précipitations en janvier et 9,2 jours en juillet. Pour la période 1991-2020, la température moyenne annuelle observée sur la station météorologique la plus proche, située sur la commune de Saulty à 9 km à vol d'oiseau, est de 10,4 °C et le cumul annuel moyen de précipitations est de 899,7 mm,. Pour l'avenir, les paramètres climatiques de la commune estimés pour 2050 selon différents scénarios d'émission de gaz à effet de serre sont consultables sur un site dédié publié par Météo-France en novembre 2022.

### Paysages
Pour un article plus général, voir Paysage en France.
La commune s'inscrit dans les « paysages des grandes plaines arrageoises et cambrésiennes » tels qu'ils sont définis dans l'atlas de paysages de la région Nord-Pas-de-Calais, conçu par la direction régionale de l'Environnement, de l'Aménagement et du Logement (DREAL),.
Ces « paysages des grandes plaines arrageoises et cambrésiennes », qui concernent 238 communes, sont constitués de 80,36 % de cultures, de 8,01 % d'espaces artificialisés avec les communes principales de Cambrai, Caudry, Bapaume et Avesnes-le-Comte, de 7,25 % de prairies naturelles, permanentes, de 3,19 % de forêts et de milieux semi-naturels, 0,77 % de friches industrielles, de 0,38 % de cours d'eau et plan d'eau et de 0,04 % d’espaces industriels. Ces paysages sont dominés par les « grandes cultures » de céréales et de betteraves industrielles qui représentent 70 % de la surface agricole utilisée (SAU).

## Urbanisme

### Typologie
Au 1er janvier 2024, Beaumetz-lès-Loges est catégorisée bourg rural, selon la nouvelle grille communale de densité à sept niveaux définie par l'Insee en 2022.
Elle est située hors unité urbaine. Par ailleurs la commune fait partie de l'aire d'attraction d'Arras, dont elle est une commune de la couronne,. Cette aire, qui regroupe 163 communes, est catégorisée dans les aires de 50 000 à moins de 200 000 habitants,.

### Occupation des sols
L'occupation des sols de la commune, telle qu'elle ressort de la base de données européenne d'occupation biophysique des sols Corine Land Cover (CLC), est marquée par l'importance des territoires agricoles (76,5 % en 2018), en diminution par rapport à 1990 (80,5 %). La répartition détaillée en 2018 est la suivante : 
terres arables (76,4 %), zones urbanisées (15,8 %), forêts (7,7 %), prairies (0,1 %). L'évolution de l'occupation des sols de la commune et de ses infrastructures peut être observée sur les différentes représentations cartographiques du territoire : la carte de Cassini (XVIIIe siècle), la carte d'état-major (1820-1866) et les cartes ou photos aériennes de l'IGN pour la période actuelle (1950 à aujourd'hui).

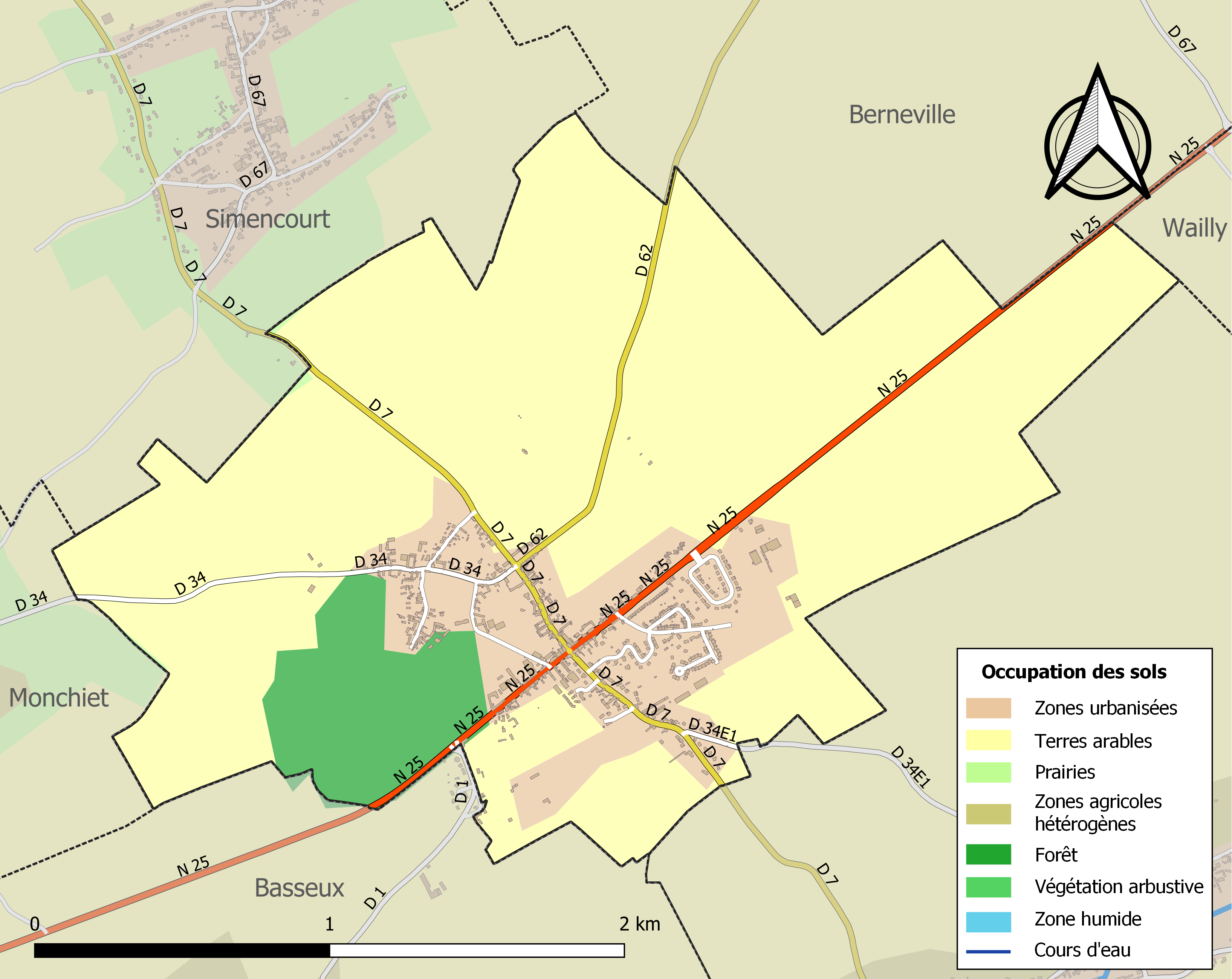
Carte des infrastructures et de l'occupation des sols de la commune en 2018 (CLC).

### Voies de communication et transports

#### Voies de communication
La commune est desservie par les routes départementales D 1 , D 7, D 34 et la N 25 qui relie Amiens et Arras.

#### Transport ferroviaire
La gare la plus proche de la commune est la gare d'Arras, située à 12 km, et qui se trouve sur la ligne de Paris-Nord à Lille. C'est une gare de la Société nationale des chemins de fer français (SNCF), desservie par des TGV inOui et des trains régionaux du réseau TER Hauts-de-France.

## Toponymie
Le nom de la localité est attesté sous les formes Bellus mansus (1072) ; Belmeis (1111) ; Bealmeys (1121) ; Bealmeis (1121) ; Belmez (1171) ; Beaumeis (1226) ; Biaumes versus Blarville (1269) ; Biaumes (1289) ; Beaumes (1309) ; Beaumetz Pourchelet (1407) ; Beaumez Pouchet (1565) ; Beaumetz Pourchelette (1614).
Comme pour les autres Beaumetz de la région, son toponyme viendrait de l'oïl bel, beau + més « manse, ferme » donnant la « belle maison ».
Le « hameau des Loges » est cédé par « Basseux-lès-loges » et attribué au village de Beaumetz par décret 12 avril 1868. « Basseux-lès-loges » devient alors Basseux et Beaumetz obtient le suffixe « lès-loges  »
Le nom des Loges était attesté sous les formes Loges en Beaumez en 1729 (arch. du P.-de-C., sér. E, fam. de Beaumetz) et
Loges lez Beaumez en 1739 (Maillart, p. 14). Le toponyme Loges est dérivé de l'ancien français loge désignant une hutte ou cabane couverte de feuillage, du germanique *laubja, en vieux bas francique signifie « abri de branchages, cabane de feuillages, hutte ».

## Histoire
La seigneurie de Beaumetz appartenait au XVIIIe siècle à la famille Briois et ce pendant trois générations[réf. nécessaire].
La famille Briois fit construire à Beaumetz dans les années 1760-1770 un château en pierre, composé d'un corps de logis central long de sept travées, surmonté d'un haut comble à la française, cantonné par deux ailes longues chacune de trois travées et surmontées d'un comble mansardé. L'aspect de cet édifice aujourd'hui disparu, est connu par des cartes postales anciennes.
Le château de Beaumetz se transmit par la famille Briois au XVIIIe siècle, par alliances, aux familles Girod de Resnes, puis de Guillebon. À peu près épargné par les combats de la Première Guerre mondiale, ce château brûla accidentellement en 1934. En 1936, il fut remplacé par un autre édifice en brique et pierre, surmonté d'un comble entièrement mansardé.
La commune est décorée de la croix de guerre 1914-1918 par décret du 23 septembre 1920, distinction également attribuée à 276 autres communes du Pas-de-Calais.
Pour un article plus général, voir Occupation de la France par l'Allemagne pendant la Première Guerre mondiale.

## Politique et administration

### Découpage territorial
La commune se trouve dans l'arrondissement d'Arras du département du Pas-de-Calais.

#### Commune et intercommunalités
La commune est membre de la communauté urbaine d'Arras qui regroupe 46 communes et totalise 109 776 habitants en 2021.

#### Circonscriptions administratives
La commune est rattachée au canton d'Arras-1.

#### Circonscriptions électorales
Pour l'élection des députés, la commune fait partie de la première circonscription du Pas-de-Calais.

### Élections municipales et communautaires

#### Liste des maires
| Période                                  | Période                       | Identité         | Étiquette | Qualité                                                                                   |
| ---------------------------------------- | ----------------------------- | ---------------- | --------- | ----------------------------------------------------------------------------------------- |
| Les données manquantes sont à compléter. |                               |                  |           |                                                                                           |
| 1995                                     | 2014                          | Aimé Bruneau     |           |                                                                                           |
| 2014                                     | En cours (au 13 juillet 2020) | Jean-Luc Tillard |           | Vice-président de la communauté urbaine d'Arras (2020 → ) Réélu pour le mandat 2020-2026, |

## Équipements et services publics

### Espaces publics
La commune fait partie des villages labellisés Village Patrimoine, qui œuvrent à mettre en avant leurs patrimoines matériels et/ou immatériels (historique, culturel, naturel, architectural, etc.).

### Justice, sécurité, secours et défense
La commune dépend du tribunal judiciaire d'Arras, du conseil de prud'hommes d'Arras, de la cour d'appel de Douai, du tribunal de commerce d'Arras, du tribunal administratif de Lille, de la cour administrative d'appel de Douai et du tribunal pour enfants d'Arras.

## Population et société

### Démographie
Les habitants de la commune sont appelés les Beaumésiens.

#### Évolution démographique
L'évolution du nombre d'habitants est connue à travers les recensements de la population effectués dans la commune depuis 1793. Pour les communes de moins de 10 000 habitants, une enquête de recensement portant sur toute la population est réalisée tous les cinq ans, les populations de référence des années intermédiaires étant quant à elles estimées par interpolation ou extrapolation. Pour la commune, le premier recensement exhaustif entrant dans le cadre du nouveau dispositif a été réalisé en 2004.

En 2022, la commune comptait 1 000 habitants, en évolution de +0,3 % par rapport à 2016 (Pas-de-Calais : −0,72 %, France hors Mayotte : +2,11 %).
| 1793 | 1800 | 1806 | 1821 | 1831 | 1836 | 1841 | 1846 | 1851 |
| ---- | ---- | ---- | ---- | ---- | ---- | ---- | ---- | ---- |
| 340  | 297  | 356  | 360  | 411  | 445  | 468  | 450  | 477  |

| 1856 | 1861 | 1866 | 1872 | 1876 | 1881 | 1886 | 1891 | 1896 |
| ---- | ---- | ---- | ---- | ---- | ---- | ---- | ---- | ---- |
| 484  | 538  | 558  | 557  | 553  | 627  | 584  | 547  | 550  |

| 1901 | 1906 | 1911 | 1921 | 1926 | 1931 | 1936 | 1946 | 1954 |
| ---- | ---- | ---- | ---- | ---- | ---- | ---- | ---- | ---- |
| 559  | 588  | 611  | 575  | 561  | 576  | 623  | 581  | 653  |

| 1962 | 1968 | 1975 | 1982 | 1990 | 1999 | 2004 | 2006  | 2009 |
| ---- | ---- | ---- | ---- | ---- | ---- | ---- | ----- | ---- |
| 561  | 570  | 805  | 954  | 940  | 909  | 992  | 1 019 | 964  |

| 2014 | 2019  | 2022  | - | - | - | - | - | - |
| ---- | ----- | ----- | - | - | - | - | - | - |
| 965  | 1 002 | 1 000 | - | - | - | - | - | - |

#### Pyramide des âges
En 2018, le taux de personnes d'un âge inférieur à 30 ans s'élève à 33,7 %, soit en dessous de la moyenne départementale (36,7 %). À l'inverse, le taux de personnes d'âge supérieur à 60 ans est de 25,9 % la même année, alors qu'il est de 24,9 % au niveau départemental.
En 2018, la commune comptait 490 hommes pour 510 femmes, soit un taux de 51 % de femmes, légèrement inférieur au taux départemental (51,5 %).
Les pyramides des âges de la commune et du département s'établissent comme suit.
| Hommes | Classe d’âge | Femmes |
| ------ | ------------ | ------ |
| 0,4    | 90 ou +      | 0,2    |
| 6,5    | 75-89 ans    | 10,4   |
| 16,5   | 60-74 ans    | 17,6   |
| 20,6   | 45-59 ans    | 22,1   |
| 19,3   | 30-44 ans    | 19,0   |
| 16,3   | 15-29 ans    | 12,5   |
| 20,4   | 0-14 ans     | 18,2   |

| Hommes | Classe d’âge | Femmes |
| ------ | ------------ | ------ |
| 0,5    | 90 ou +      | 1,6    |
| 5,6    | 75-89 ans    | 8,9    |
| 16,7   | 60-74 ans    | 18,1   |
| 20,2   | 45-59 ans    | 19,2   |
| 18,9   | 30-44 ans    | 18,1   |
| 18,2   | 15-29 ans    | 16,2   |
| 19,9   | 0-14 ans     | 17,9   |

### Sports et loisirs

#### Pistes cyclables
La véloroute « La Voie verte », d'une longueur de 17 kilomètres, construite en 2011 sur une partie de l'ancienne ligne de Doullens à Arras, relie les communes de Dainville et Saulty en passant par Wailly, Beaumetz-lès-Loges, Basseux, Bailleulval, Bailleulmont, Bavincourt, La Herlière.

## Culture locale et patrimoine

### Lieux et monuments
- L'église Saint-Michel.
- Le monument aux morts[40].
- Le cimetière communal dans lequel reposent près de 30 soldats britanniques tombés durant la Première Guerre mondiale.

### Personnalités liées à la commune

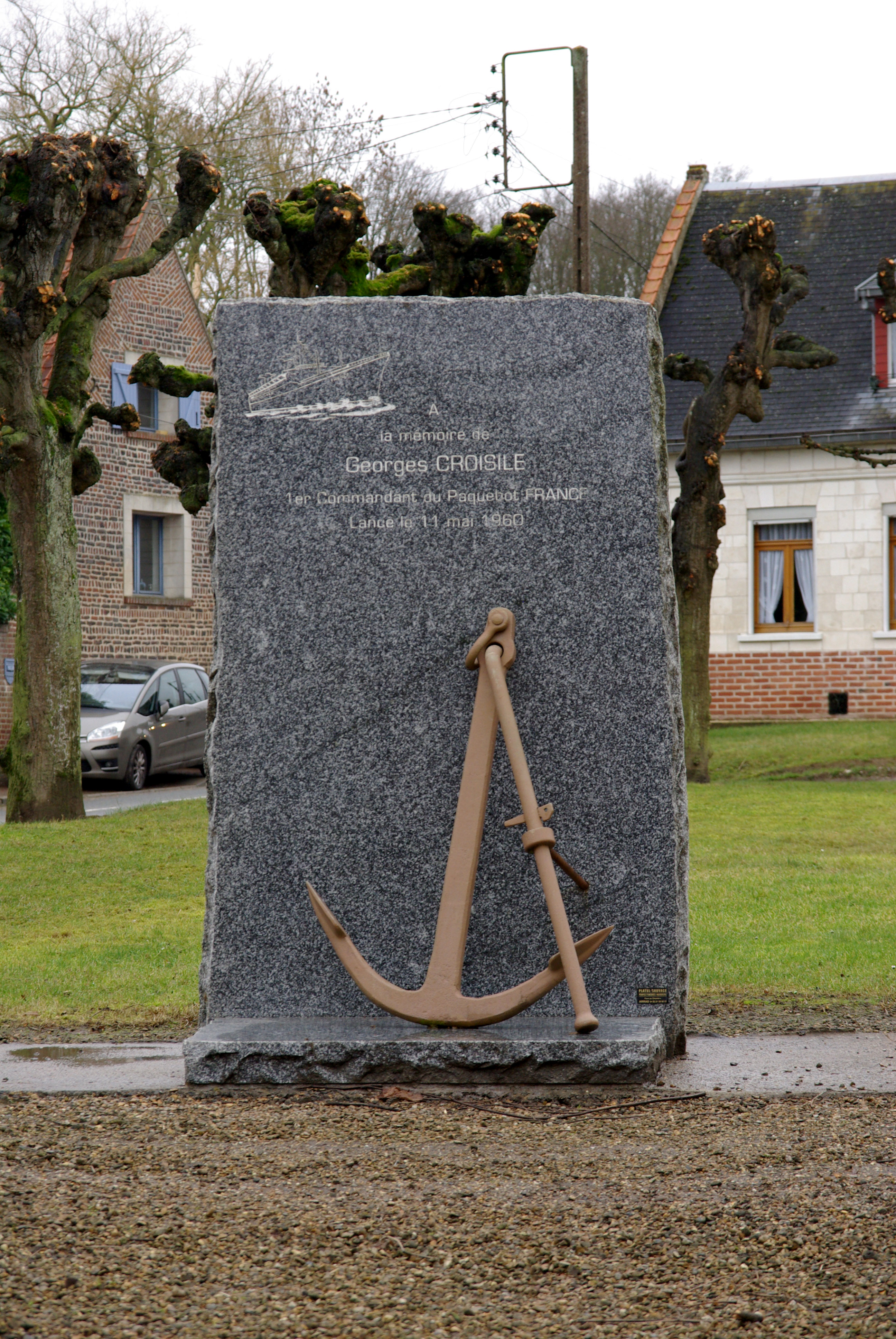
Monument en l'honneur de Georges Croisile, premier commandant du paquebot France.

- François Albert Briois, écuyer, seigneur de Bretencourt, puis de Beaumetz, bourgeois d'Arras, puis avocat-général au Conseil d'Artois (1696-1770). Il épousa à Arras en 1719, Marie-Catherine Lallart[41]. Leur fils leur succéda : François Joseph Briois, chevalier, seigneur de Beaumetz, bourgeois d'Arras, puis substitut du Procureur Général au Conseil d'Artois, puis Avocat Général au même Conseil en 1747, à la suite de son père, puis Premier Président du Conseil d'Artois de 1752 à 1785. Il fut incarcéré à Arras pendant la Révolution et y mourut en prison (1722-1793)[42]. De son mariage en 1754 avec Marie Joesphe Albertine Palyart d'Aubigny
- Bon Albert Briois de Beaumetz, député de la Noblesse d'Artois aux États-Généraux de 1789, puis député à l'Assemblée Constituante. Fils de François Albert Briois chevalier et des Marie Joesphe Albertine Palyart d'Aubigny, substitut surnuméraire du Conseil d'Artois à partir de 1775, puis Premier Président du même Conseil, à la suite de son père, en 1785, jusqu'à la suppression du Conseil d'Artois, en 1790. En 1789, il fut élu député de la Noblesse d'Artois aux États Généraux et siégea à l'Assemblée Constituante pendant plus de deux ans, jusqu'en septembre 1791. Il émigra en 1792 et sa trace se perdit à Calcutta en 1801. Il épousa, à Arras, en 1775, Marie-Louise de Crény avec laquelle il eut une fille unique : Bonne Louise Briois de Beaumetz (1775-1848), mariée en 1795 avec Charles Firmin Alexandre du Fresne de Beaucourt (1761-1846). [réf. nécessaire]
- Jean de Beaumetz peintre du XIVe siècle, né à Beaumetz-lès-Loges.
- Louis Florent-Lefebvre (1821-1887), homme politique né à Beaumetz-les-Loges, maire de Monchy-le-Preux, député du Pas-de-Calais de 1876 à 1877 et de 1881 à 1885.
- Georges Croisile (1908-1991), premier commandant du paquebot France[43],[44].

### Héraldique
| Blason de Beaumetz-lès-Loges | Blason  | De gueules à trois gerbes de blé d'or liées de sable ; à la bordure d'or chargée de sept tourteaux du champ. Ornements extérieursCroix de guerre 1914-1918 |
| Blason de Beaumetz-lès-Loges | Détails | Adopté par la municipalité en 1991. |

## Pour approfondir